# Gmina Tutin
Gmina Tutin (serb. Opština Tutin / Општина Тутин) – gmina w Serbii, w okręgu raskim. W 2018 roku liczyła 31 670 mieszkańców.
Spis powszechny 2022:
- Bośniacy 92%
- Serbowie 2%
- Muzułmanie 1%
- inni 5%